# Fresnoy-le-Château
Fresnoy-le-Château település Franciaországban, Aube megyében. Lakosainak száma 285 fő (2022. január 1.). Fresnoy-le-Château Clérey, Lusigny-sur-Barse, Montaulin, Montreuil-sur-Barse és Villemoyenne községekkel határos.

## Népesség
A település népessége az elmúlt években az alábbi módon változott:
| Lakosok száma | 213  | 194  | 211  | 239  | 257  | 270  | 279  | 287  | 295  | 285  |
|               | 1968 | 1982 | 1990 | 2006 | 2013 | 2015 | 2017 | 2019 | 2020 | 2022 |